# Филипп де Вандом
Филипп де Бурбон-Вандом, Великий приор Вандом (фр. Philippe de Vendôme; 23 августа 1655, Париж — 24 января 1727, Париж) — 4-й герцог де Вандом с 1712 года, французский генерал. Сын герцога Людовика де Вандома.

## Биография
Младший брат Луи Жозефа де Вандома, как и брат сражался с большим отличием в войнах Людовика XIV в Нидерландах; на Рейне, в Италии и Испании. 
В 1705 году он получил главное начальство над войсками в Ломбардии, оттеснил австрийцев от Мантуи и разбил их при Кастильоне. Когда его брат, в том же году, вступил в сражение с принцем Евгением при Кассано, Вандом не подал ему помощи, за что был лишён званий и доходов.
Вандом отправился в Рим и прожил там четыре года в крайне стеснённом положении. В 1710 году он возвращался, с дозволения короля, через Швейцарию во Францию, но в Куре был задержан по распоряжению австрийских властей и только в 1714 году был освобождён и вернулся на родину. 
Его дворец, Тампль, служил сборным пунктом интеллигентного общества.
Со смертью его в 1727 году род Вандом пресёкся.